# جوليوس هودج
جوليوس هودج (بالإنجليزية: Julius Hodge)‏ مواليد 18 نوفمبر 1983 في هارلم، هو لاعب كرة سلة أمريكي بدأ مسيرته الاحترافية في سنة 2005. تم اختياره من قبل فريق دنفر ناغتس خلال الدرافت. يبلغ طوله 6 قدم 7 بوصة (2.0 م). اعتزل اللعب في 2015.

## المسيرة الاحترافية
لعب مع دنفر ناغتس من سنة 2005 إلى 2007، ثم لعب مع ميلووكي باكز في سنة 2007، ثم لعب مع بالاكانسترو فاريزي في الدوري الإيطالي في سنة 2007، ثم لعب مع سكافاتي باسكت في سنة 2007، ثم لعب مع أديليد ثيرتي سيكسترز في الدوري الأسترالي من سنة 2007 إلى 2009، ثم لعب مع ملبورن يونايتد في موسم 2009–2010.

## روابط خارجية
- جوليوس هودج على موقع الاتحاد الدولي لكرة السلة (الإنجليزية)
- جوليوس هودج على موقع إن بي أي (الإنجليزية)
- جوليوس هودج على موقع سبورتس رفرنس (الإنجليزية)
- جوليوس هودج على موقع كرة السلة الأوروبية.كوم (الإنجليزية)
- جوليوس هودج على موقع كلية كرة السلة في سبورتس رفرنس.كوم (الإنجليزية)
- جوليوس هودج على موقع ريلجم (الإنجليزية)
- جوليوس هودج على موقع بروبوليرز (الإنجليزية)
- جوليوس هودج على موقع سبورتس رفرنس (الإنجليزية)
- جوليوس هودج على موقع سبورتس رفرنس (الإنجليزية)